# Berretta del prete
La cosiddetta Berretta del prete è un mausoleo romano che si trova nel Parco regionale dell'Appia antica tra VIII e IX miglio della via Appia in prossimità di Santa Maria delle Mole.

## Descrizione e storia
Il monumento a cupola, che ricorda certi copricapo usati dal clero cattolico, ha un'altezza che supera i 12 metri. Esternamente appare ornato di nicchie semicircolari. L'unico accesso è una porta con stipiti di peperino larga poco meno di un metro. La tecnica utilizzata nella costruzione ha permesso agli esperti di datare l'opera collocandola negli anni prossimi al 300.
Un documento del 950 attesta che il monumento, annesso al terreno circostante e a un certo Casale Palombaro, fu acquistato dalla chiesa di San Gregorio al Celio che ne mantenne la proprietà fino al 1828. Il documento ecclesiastico parla anche di una chiesa limitrofa dedicata a S. Maria Dei Genetrix già allora in disuso che si era pensato potesse essere stata il monumento funebre riadattato a nuovo uso. Gli scavi effettuati successivamente non hanno però confermato questa ipotesi. Nel 1981 furono effettuati scavi esplorativi guidati dall'archeologa Marisa de Spagnolis che rinvenne splendidi marmi, tra cui un cippo con ibis e serpente, che sono ora al Museo Nazionale Romano. Dei marmi che rivestivano questi monumenti ben poco è rimasto oggi, dato che furono oggetto di saccheggio sistematico nei secoli passati.
La relazione sugli scavi della de Spagnolis fu poi pubblicata dall'Ispettrice di zona Maria Nicoletta Pagliardi in una pubblicazione della Soprintendenza di Roma.

## Sito adiacente

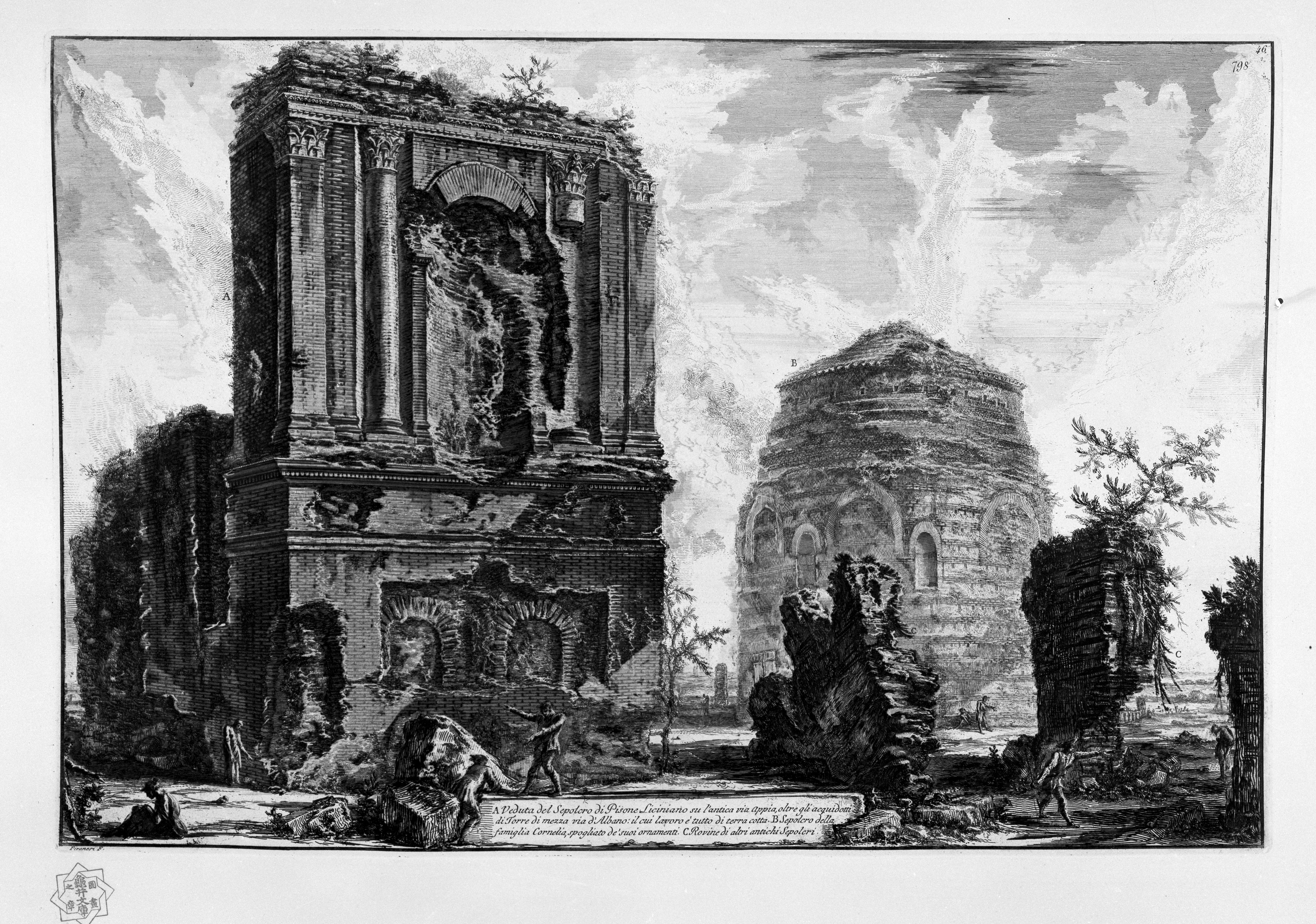
Disegno del Piranesi, XVIII secolo

Venendo da Roma, sul lato sinistro della via Appia, poco prima della Berretta del prete si incontra un sepolcro in mattoni di tipologia a edicola, databile al II secolo, in buono stato di conservazione; anche in questo caso il dedicatario è ignoto.
Ai tempi di Piranesi e per molto altro tempo si è creduto che fosse il sepolcro di Quinto Varanio, console romano nel 49, ma la sua tomba fu poi trovata sulla via Tiburtina.

### Monumenti prossimi
- Tempio di Ercole (Appia) (VIII miglio)
- Mausoleo di Gallieno